# Quiévrain
Quiévrain ist eine Gemeinde in der belgischen Provinz Hennegau. Sie liegt unmittelbar an der französischen Grenze. Das Gemeindegebiet wird vom Fluss Hogneau durchquert, der hier Grande Honnelle genannt wird. Ebenso mündet hier die Petite Honnelle in den Hogneau.

## Verkehr
Quiévrain war lange Zeit der wichtigste Grenzbahnhof zwischen Belgien und Frankreich. Die meisten Züge von Brüssel nach Paris nutzten die Verbindung zwischen Mons und Valenciennes, die bei Quiévrain die Grenze erreichte. Heute endet die Verbindung beidseits der Grenze. Ein grenzüberschreitender Bahnverkehr findet hier nicht mehr statt. Fernzüge wie der Étoile du Nord nutzten die Verbindung von Mons über Quévy und Saint-Quentin nach Paris. Heute wird vom Thalys eine Hochgeschwindigkeitsverbindung genutzt.

## Outre-Quiévrain
Der französische Autor Frédéric Dard verwendet in seinen in der Reihe San Antonio verfassten Kriminalromanen gerne den Begriff outre-Quiévrain für Belgien (z. B. in Bas les pattes, Fleuve noir Nr. 59), abgeleitet vom Grenzbahnhof. Man befand sich in Belgien sinngemäß „jenseits von Quiévrain“. Aus belgischer Sicht kann diese Bezeichnung umgekehrt für Frankreich gelten.

## Namensherkunft
Der Ortsname wird auf das lateinische „Caprinium“ (Ziegenwald) zurückgeführt.

## Weblinks

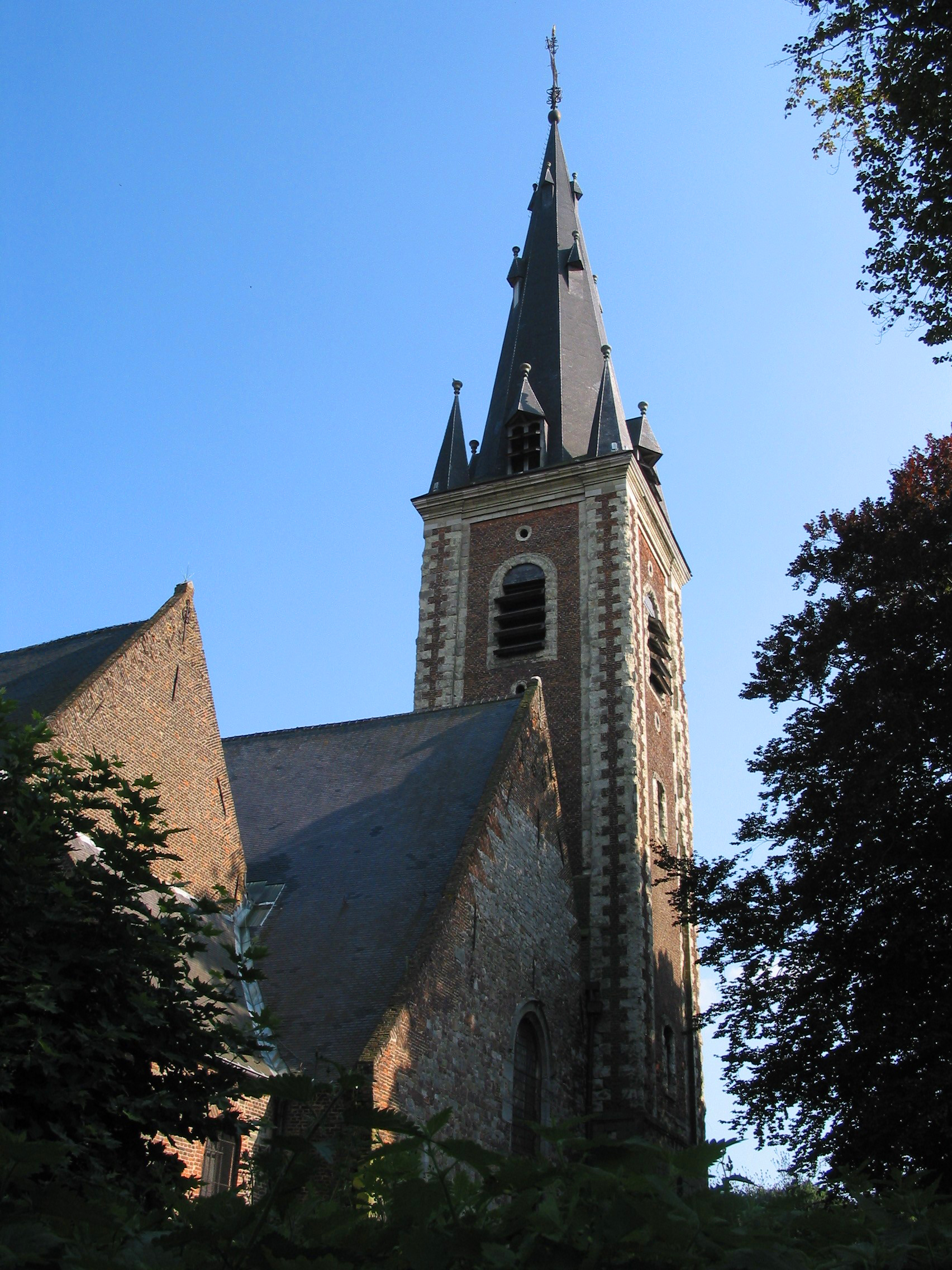
Kirche Saint-Martin, 16. Jh.